# Roth (Beieren)
Roth (vroeger ook Roth am Sand en Roth bei Nürnberg) is een plaats in de Duitse deelstaat Beieren. De stad telt 25.232 inwoners. Het is de Kreisstadt van het Landkreis Roth.

## Geografie
Roth heeft een oppervlakte van 96,25 km² en ligt in het zuiden van Duitsland.

## Geschiedenis
Roth was van oudsher een provinciestad aan de rivier Rednitz en behoorde tot het Vorstendom Ansbach, dat later met de Mark Brandenburg verenigd werd onder het Huis Hohenzollern. George van Brandenburg-Ansbach liet in 1535 op de westelijke stadsmuren het kasteel Schloss Ratibor optrekken, zo genoemd naar het Hertogdom Ratibor in Silezië dat hij beheerde. Het kasteel is sedert 1942 eigendom van het stadsbestuur en huisvest het stadsmuseum.
Tot 1791 was Roth in binnen- en buitenland bekend als asielstad. Personen die in de schulden zaten of een onopzettelijke misdaad hadden begaan, konden in Roth een jaar lang asiel krijgen tegen betaling van een zogeheten Freiungsgulden. Hiermee waren ze gedurende één jaar vrijgesteld van vervolging. Dit maakte Roth aantrekkelijk voor vluchtelingen uit het nabije Neurenberg, dat een repressieve wetgeving kende, maar de stad trok ook asielzoekers uit onder andere Frankrijk en Engeland aan. De regeling gold niet voor moordenaars. Het asielrecht van Roth werd afgeschaft toen de stad van 1791 tot 1806 deel van Pruisen was.

### Tumult van Roth
In 1799 brak in Roth een opstand uit naar aanleiding van het afschaffen van het voorrecht van de gilden. De weversknecht Jakob Brandes werd gearresteerd door een gerechtsbeambte en weigerde hem aan zijn rechterzijde te laten lopen, daar hij ‘slechts een dienstknecht’ was en geen lid van een gilde. Naar de mening van Brandes was de gerechtsbeambte namelijk minderwaardig aan hem, want hij oefende geen eerbaar beroep uit.
Toen de gevangenisdirecteur erop wees dat de tijden veranderd waren en dat een gerechtsbeambte, als dienaar van de koning, voortaan gelijkwaardig was aan een ambachtsman of zelfs superieur, lokte dit rellen onder de gildeleden uit. Een dertigtal van hen bedreigde de gevangenisdirecteur en werd opgesloten, maar vervolgens met geweld door de woedende menigte bevrijd. Uiteindelijk moest het leger ingrijpen om de orde in de stad te herstellen. Meerdere gildeleden werden daarop tot gevangenisstraffen veroordeeld, maar Frederik Willem III van Pruisen zette de straffen om naar geldboetes na een petitie vanwege burgers van Roth. Uit dit voorval bleek hoe diep de oude hiërarchische opvattingen over de standen in de geest van de bevolking verankerd waren.

## Nijverheid
De kabelfabriek Leoni AG is in Roth gevestigd en heeft een traditie die teruggaat tot de zestiende eeuw. Dit bedrijf was gespecialiseerd in leonische Drahtwaren, zo genoemd naar de Franse stad Lyon waar de oorspronkelijke stichter van het bedrijf vandaan kwam. De fabrieksbaas Friedrich Wilhelm von Stieber (1846-1915) was eigenaar van Schloss Ratibor. Hij breidde het bedrijf uit, gold als weldoener van de stad en liet het stadspark van Roth aanleggen.

## Plaatsen in de gemeente Roth
| - Barnsdorf - Belmbrach - Bernlohe - Birkach - Eckersmühlen - Eichelburg - Finstermühle | - Harrlach - Heubühl - Haimpfarrich - Kiliansdorf - Kauernhofen - Meckenlohe - Obersteinbach | - Pfaffenhofen - Pruppach - Rothaurach - Unterheckenhofen - Untersteinbach - Wallesau - Zwiefelhof |

## Sport
Roth was op 8 juli 2012 gastheer van de Europese kampioenschappen triatlon lange afstand.

## Partnersteden
- Regen (Duitsland)
- Racibórz (Polen)
- Opava (Tsjechië)

## Geboren
- Rebecca Robisch (1988), triatlete
- Michael Heinloth (1992), profvoetballer

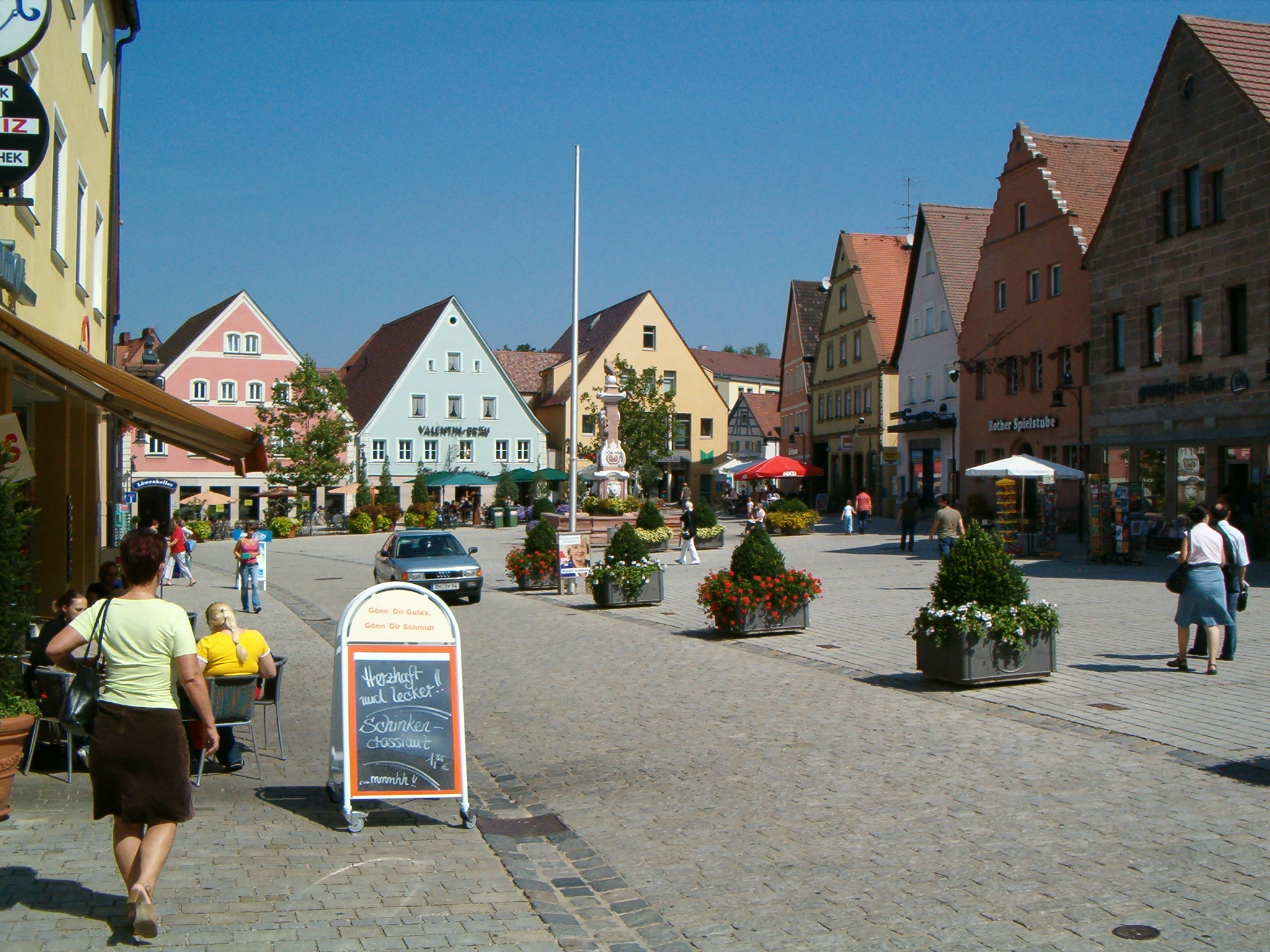
Marktplein van Roth bei Nürnberg
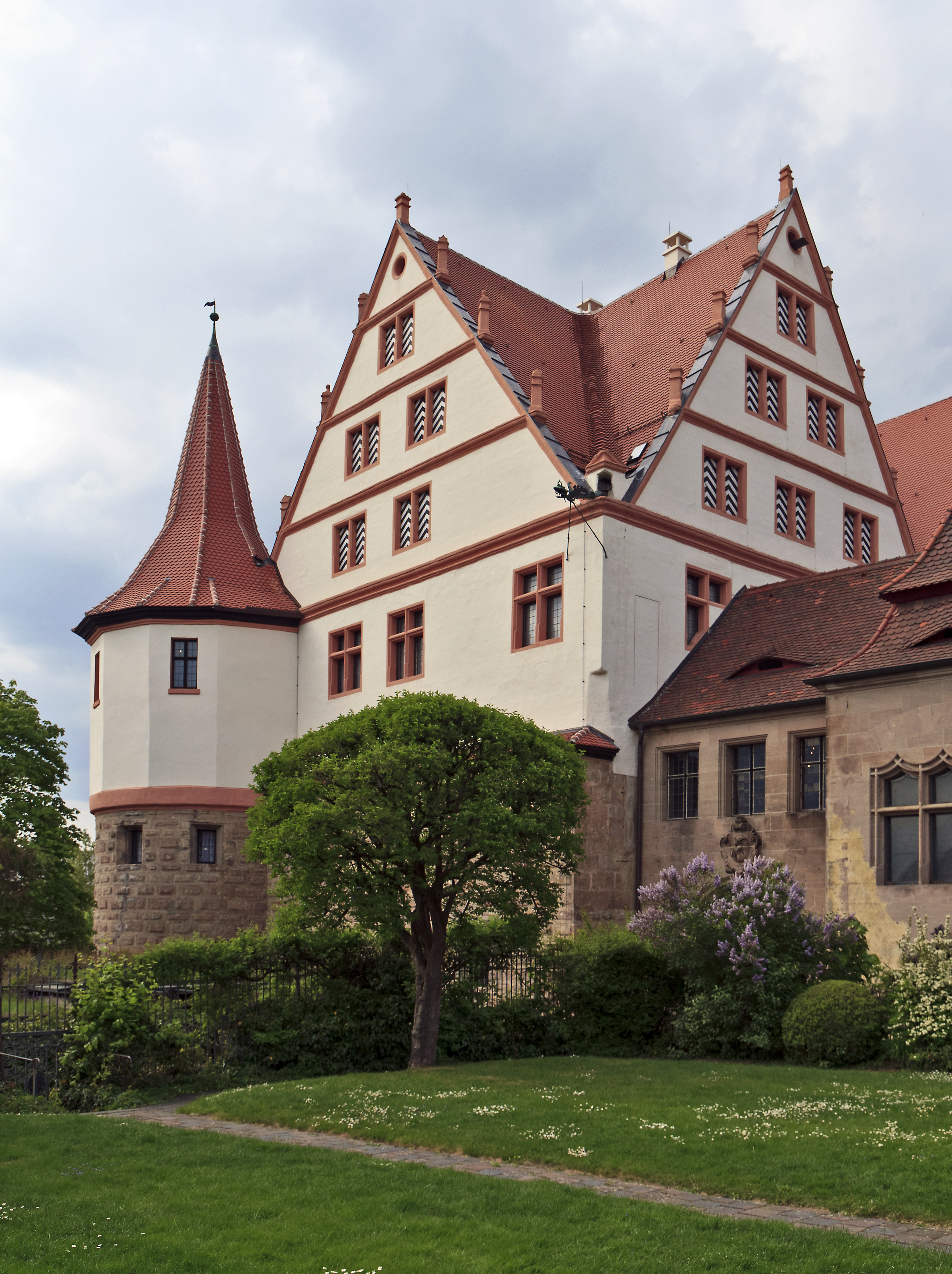
Schloss Ratibor
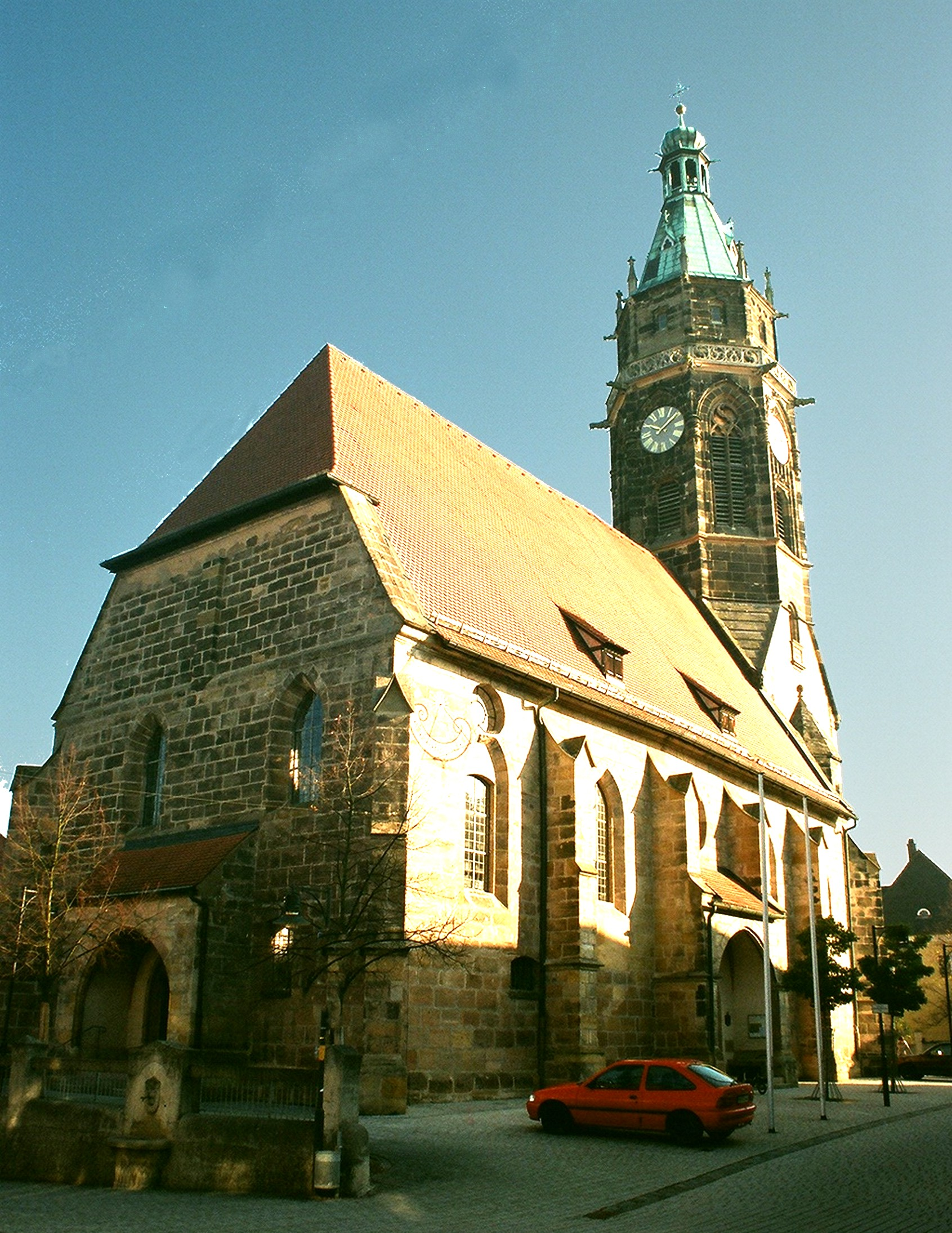
Onze-Lieve-Vrouwekerk
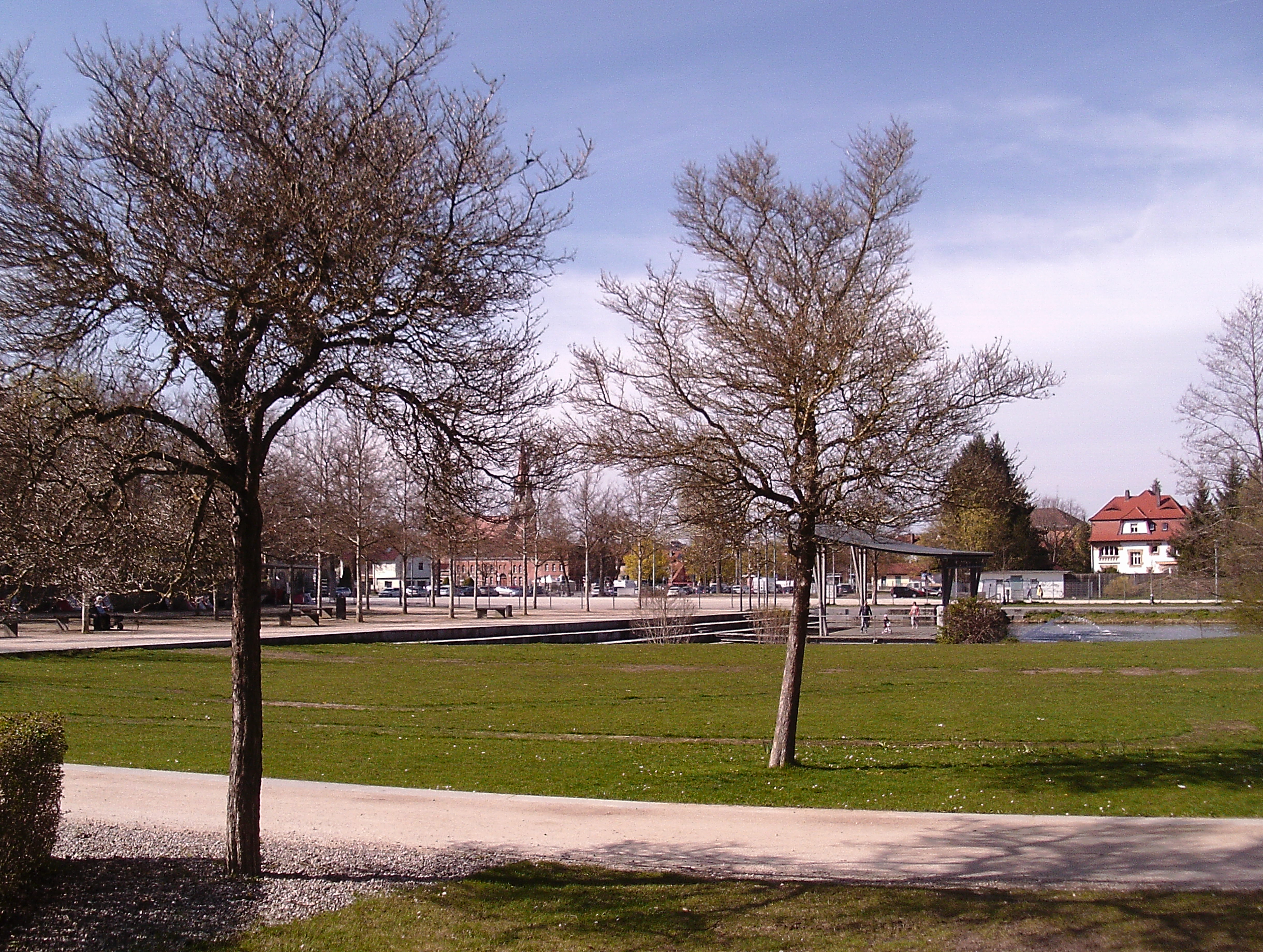
Stadspark van Roth

Abenberg · Allersberg · Büchenbach · Georgensgmünd · Greding · Heideck · Hilpoltstein · Kammerstein · Rednitzhembach · Rohr · Roth · Röttenbach · Spalt · Schwanstetten · Thalmässing · Wendelstein